# Isoetes marensis
Isoetes marensis är en kärlväxtart som beskrevs av D.M.Britton och D.F.Brunton. Isoetes marensis ingår i släktet braxengräs, och familjen Isoetaceae. Inga underarter finns listade i Catalogue of Life.